# Michaił Tarasow
Michaił Pietrowicz Tarasow (ros. Михаил Петрович Тарасов, ur. 1899 w obwodzie moskiewskim, zm. 1970) – radziecki polityk, przewodniczący Rady Najwyższej Rosyjskiej FSRR w latach 1947-1951 i Prezydium Rady Najwyższej RFSRR w latach 1950-1959.
Od 1918 w Armii Czerwonej, od 1924 w WKP(b), funkcjonariusz partyjny i związkowy, 1934-1937 pracownik Wydziału Transportu KC WKP(b), 1944-1950 członek prezydium i sekretarz Centralnej Rady Związków Zawodowych. Od 20 czerwca 1947 do 14 marca 1951 przewodniczący Rady Najwyższej ZSRR, od 7 lipca 1950 do 16 kwietnia 1959 przewodniczący Prezydium Rady Najwyższej RFSRR. 1952-1956 członek Centralnej Komisji Rewizyjnej KPZR, 1956-1961 kandydat na członka KC KPZR. Deputowany do Rady Najwyższej ZSRR 3 kadencji.